# Llei Taft-Hartley
La llei Taft-Hartley del 1947 als Estats Units, a la qual s'oposà en va el President Harry S. Truman, regeix les relacions entre el sindicat i la patronal. Es tracta d'una llei dels republicans que limita les prerrogatives dels sindicats i limita el dret de vaga dels treballadors de les empreses del país mitjançant diverses disposicions:
- Les vagues espontànies són il·legals, i s'imposa un preavís de vaga de 60 dies quan l'objectiu és un nou conveni col·lectiu. No s'exigeix cap preavís quan expira un acord.
- El dret de vaga dels funcionaris federals, dels funcionaris estatals i dels funcionaris de les col·lectivitats locals els és retirat.
- El closed shop queda prohibit; els treballadors no es veuen forçats a pertànyer al sindicat. La union shop resta permesa; els obrers poden haver de sindicar-se després de ser contractats. Tanmateix, els Estats poden prohibir els contractes entre empresa i sindicat que tinguin com objecte l'acomiadament dels treballadors que es neguin a sindicar-se.
- El dret del govern federal de prohibir/aturar una vaga que posi en perill la seguretat nacional.
- Els dirigents sindicals estan obligats a prestar jurament de no comunisme. Aquesta disposició fou declarada inconstitucional el 1965.